# Гендерна роль

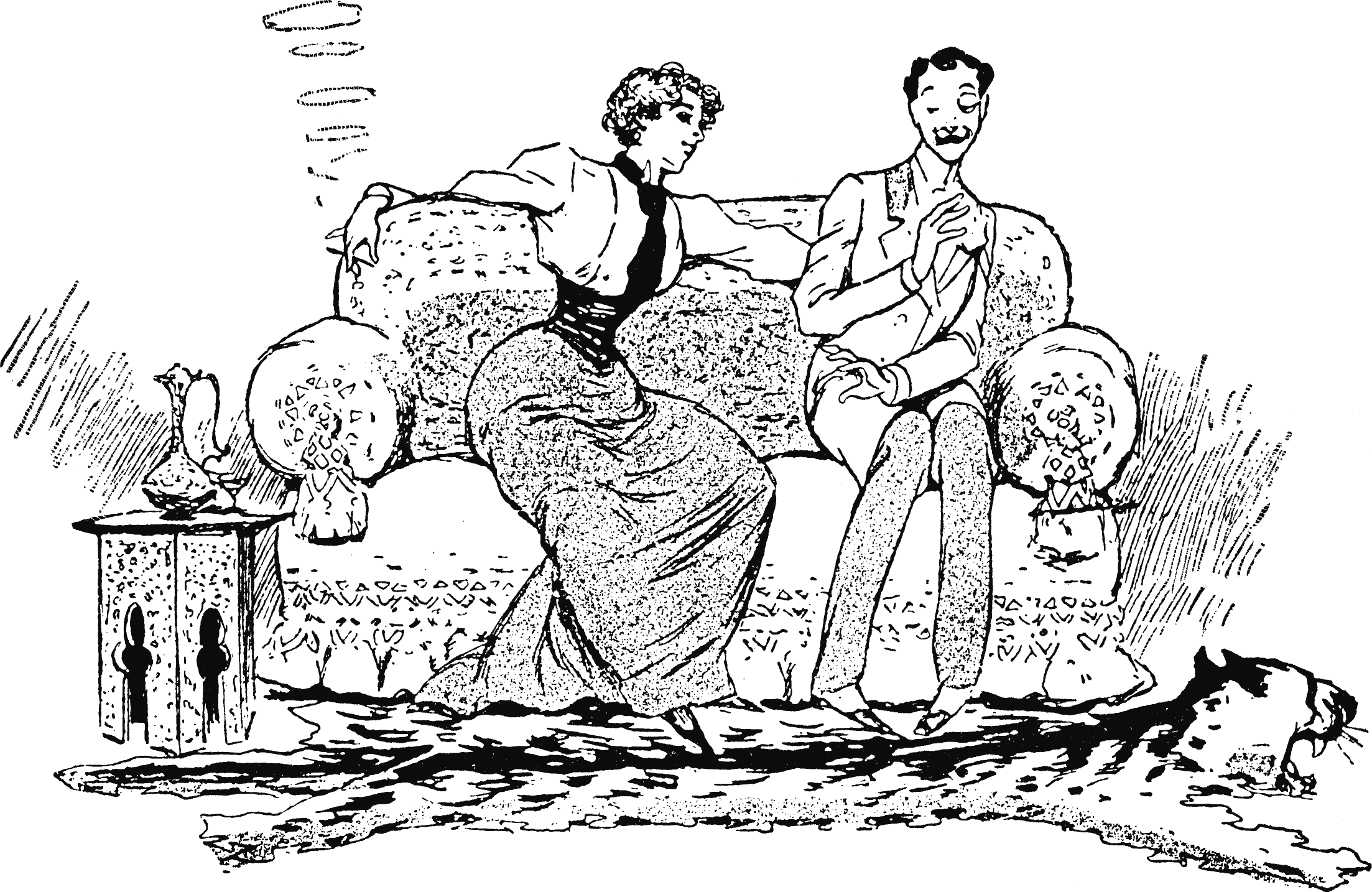
Карикатура гендерної інверсії (сатира на емансипацію «New Woman», 1890): жінка, що палить, настійливо добивається соромливого чоловіка.

Ге́ндерна роль (англ. Gender role) — вид соціальної ролі: набір норм, очікуваних зразків поведінки, діяльностей, атрибутів (характерних рис), що приписуються як «притаманні» чоловікам і жінкам. Гендерна роль включає як соціальні розпорядження (очікування оточенням) певної поведінки, відповідної до статі людини (наприклад, у мові, манерах, одязі, жестах), так і реалізацію (виконання) цих розпоряджень людьми. Відігравання прийнятих для суспільства гендерних ролей транслює та закріплює гендерні стереотипи — уявлення про відмінності та єство жінок і чоловіків, сприяючи дискримінації за статтю і, таким чином, підтримуючи гендерну нерівність. Поведінка, відмінна від приписів гендерної ролі (гендерна неконформність), карається соціумом з використанням жорстких санкцій (гендерне нормування).

## Походження та формування гендерних ролей

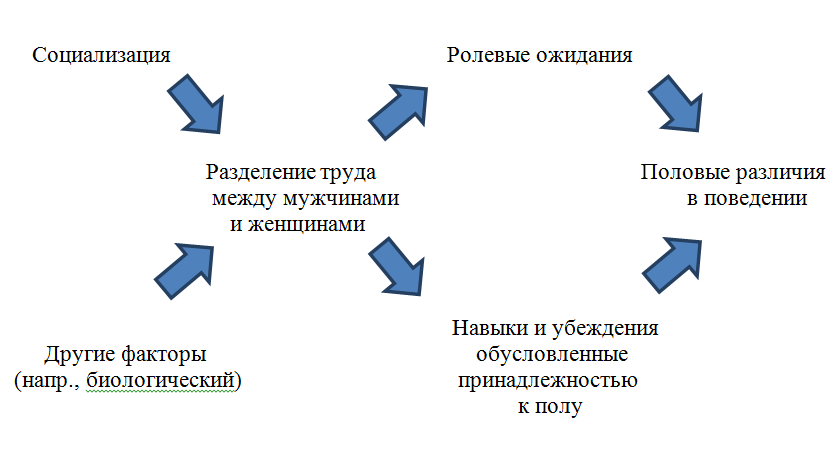
Схема формування відмінностей у поведінці чоловіків та жінок

Частина соціалізації індивіда, що стосується уявлень про допустиму «жіночу» та «чоловічу» поведінку, прийнятні риси та характерні особливості, називається гендерною соціалізацією.
Прищеплювання соціальних ролей починається ще до народження дитини — з гендерних очікувань рідних відносно її майбутньої статі та ставлення відповідно до неї. Максимуму рольова сугестія сягає в період раннього виховання (до 5 років).
Освітні заклади беруть в гендерній соціалізації суттєву участь з допомогою «прихованого навчального плану», покарань різного ступеня суворості для дівчаток і хлопчиків за рівнозначні вчинки, заохочення у дітей залежно від їх статі різних якостей (у хлопчиків — лідерство, агресія, самостійність, ініціатива, у дівчаток — покірність, терплячість, неконфліктність, слухняність) та захоплень (хлопчикам — точні та природничі науки, дівчаткам — мистецтва та сфера обслуговування), нав'язування стереотипів про більшу здібність хлопчиків чи дівчаток до певних предметів та розумової праці загалом. Особливо промовистим прикладом є офіційно відмінні навчальні плани з окремих предметів, таких як «Обслуговуюча праця» (де учні займаються роботами по дереву, майструванням, електротехнікою, а учениці — кулінарією, створенням одягу, вишиванням тощо), а тим паче роздільне навчання. Відмінне ставлення впродовж шкільної освіти укріплює та деталізує в учениць та учнів однобокі уявлення про власні здібності та можливості, і схиляє їх не тільки відігрувати традиційні гендерні ролі як повсякденні, але й формувати кар'єрний та життєвий шлях у рамках обмежень, що їх накладає гендерна роль.

## Приклади гендерних ролей
Розабет Кентер у своїй теорії токенізму виявила чотири неформальних ролі жінок-токенів, нав'язувані жінкам соціальними групами, в котрих вони складають виразну меншість (через що є помітнішими та значно більше стереотипізуються членами групи):
1. «Мати» — від неї чекають емоційної підтримки, а не ділової активності;
2. «Спокусниця» (англ. seductress) — жінка, що виступає лише сексуальним об'єктом, а як працівниця ігнорується; ознака — лише чоловіки з високим посадовим статусом в організації викликають обурення у колег-чоловіків;
3. «Іграшка, талісман» (англ. pet, mascot) — мила, але не ділова жінка, що приносить удачу;
4. «Залізна леді» (англ. iron maiden) — цим токеном вольовим діловим жінкам, що займають владні позиції (наприклад, у політиці) приписується нежіноча жорсткість, і вони особливо ізольовані від групи[2].

## Гендерна неконформність

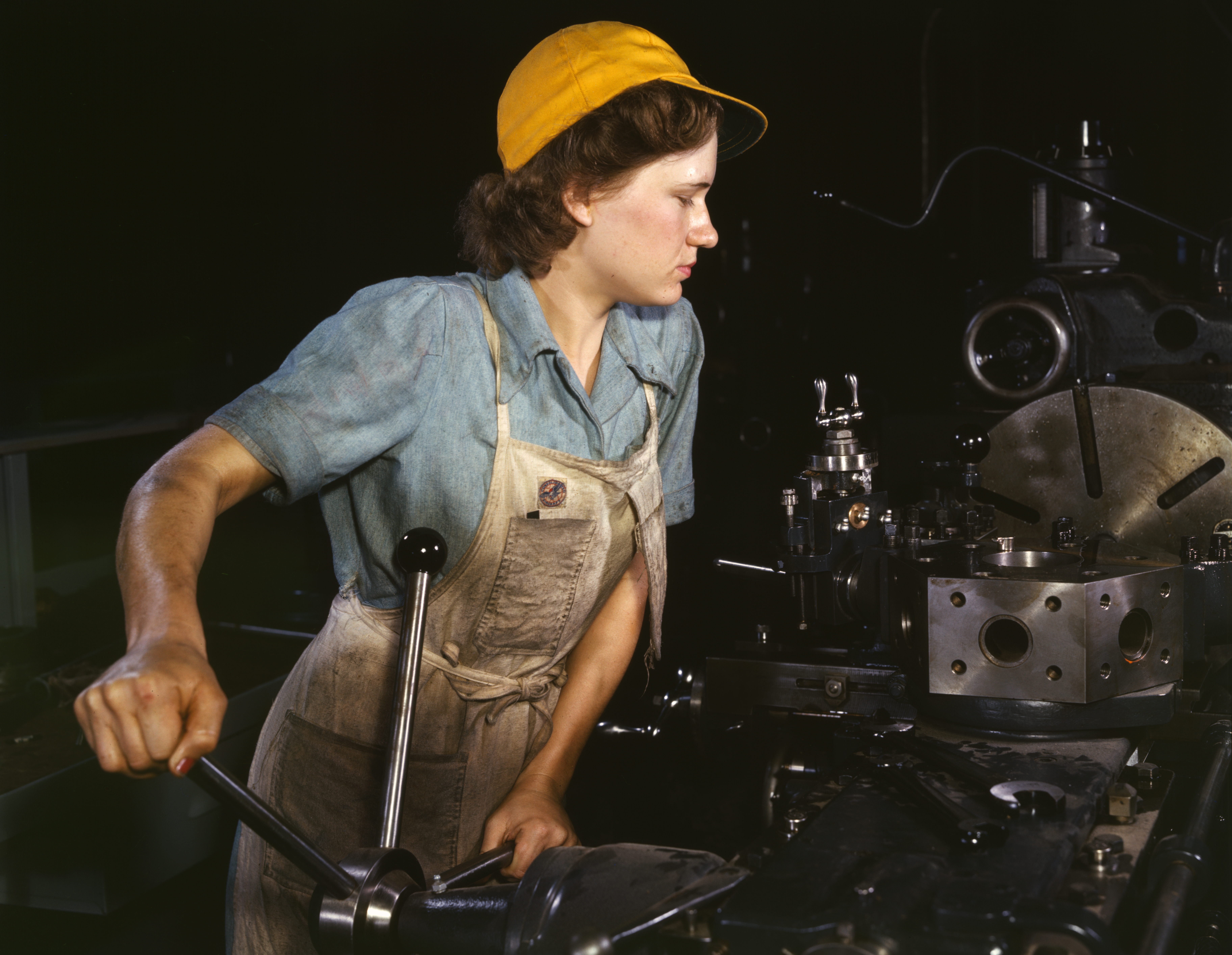
Під час війни нестача робочих рук змушувала жінок ставати за маскулінізований токарно-револьверний верстат. Техас, 1943.

Часто виявляють відмінну від типової «чоловічої» та «жіночої» гендерну поведінку (у зовнішності, стилі спілкування, виборі занять тощо) люди, котрі не вкладаються у схему, що передбачає виключно чоловічий чи жіночий гендер: небінарні та квіри, наприклад, бігендерні, агендерні, інтерсексуальні люди. Особливим випадком є трансгендерність та традиція кросдресингу (зокрема, в мистецтві: як травесті, драг-квін). Люди з ЛГБТІК±спільноти та чия сексуальна, романтична орієнтація чи інші преференції відрізняються від гетеросексуальних (наприклад, асексуальні), також можуть відхилятися від мейнстрімних гендерних ролей, породжених та підтримуваних гетеросексуальним суспільством.

## Інверсія гендерних ролей
Інверсія гендерних ролей часто описується у феміністичній науковій фантастиці як приклад суспільства, відмінного від патріархального та гетеронормативного, а становища жінок — відмінного від підлеглого чоловікам.

## Гендерні ролі та гендерна нерівність
Гендерні ролі в традиційних суспільствах розподілені та закріплені за жінками та чоловіками в контексті патріархального владного дискурсу. Жінкам споконвічно відводяться як «притаманні» та «природні» більшість видів неоплачуваної праці: хатня робота, виховання дітей, догляд за хворими та літніми членами родин; тоді як доступ до влади (наприклад, виборчі права, право укладати договори, опіка над дітьми) та ресурсів (скляна стеля, різниця зарплат, сексизм в освіті, дискримінація при наймі та на робочому місці) є ускладненим у порівнянні з таким у чоловіків. Це спричинює замкненість жінок у приписуваних їм ролях у та закріплює гендерну нерівність.